# کلی بریزر
کلی بریزر (انگلیسی: Kelly Brazier؛ زادهٔ ۲۸ اکتبر ۱۹۸۹) بازیکن راگبی ۱۵ نفره زن اهل نیوزیلند است.
وی در مسابقات کشوری و بین‌المللی در مجموع برندهٔ ۵ مدال طلا، ۱ مدال نقره شده‌است.